# Snakes and Ladders (album de Gerry Rafferty)
Albums de Gerry Rafferty
Night Owl
(1979) Sleepwalking
(1982)
Snakes and Ladders est le quatrième album de l'auteur-compositeur-interprète écossais de rock Gerry Rafferty, il est sorti en 1980.

## Titres
Toutes les compositions sont de Gerry Rafferty
| No  | Titre                          | Durée |
| --- | ------------------------------ | ----- |
| 1.  | The Royal Mile (Sweet Darlin') |       |
| 2.  | I Was a Boy Scout              |       |
| 3.  | Welcome to Hollywood           |       |
| 4.  | Wastin' Away                   |       |
| 5.  | Look at the Moon               |       |
| 6.  | Bring It All Home              |       |
| 7.  | The Garden of England          |       |
| 8.  | Johnny's Song                  |       |
| 9.  | Didn't I                       |       |
| 10. | Syncopatin Sandy               |       |
| 11. | Cafe In Cabotin                |       |
| 12. | Don't Close the Door           |       |

## Musiciens
- Gerry Rafferty - chant, guitare, claviers
- Mo Foster - basse
- Ian Lynn - claviers
- Jerry Donahue - guitare
- Richard Harvey - synthétiseur, sifflet
- Bryn Haworth - guitare, slide guitare
- Richard Brunton - guitare
- Mel Collins - saxophone
- Betsy Cook - voix
- Liam Genockey - batterie
- Billy Livsey - piano, claviers
- Raphael Ravenscroft - saxophone
- Frank Ricotti - percussions
- Pete Wingfield - orgue
- Pete Zorn - basse
- Billy Wingfield - piano, Moog synthétiseur